# ピュトー工廠
ピュトー工廠 (ピュトーこうしょう, フランス語: Atelier de construction de Puteaux, 略称 APX) は、フランスの首都パリの西側郊外に相当するイル＝ド＝フランス地域圏オー＝ド＝セーヌ県のピュトーにかつて存在したフランス軍の工廠/造兵廠（軍需品・兵器工場）である。
1860年代に設立されフランス軍向けや輸出用に小火器、火砲、戦車砲、弾薬などを生産しており、第二次世界大戦後に他の工廠・造兵廠と共にDEFAに再編・統合された。

## 歴史
ピュトー工廠は1866年に設立され、シャスポー銃、グラース銃などの陸軍向け小銃やM1897 75mm野砲のような大砲の生産を行った。また、工廠ではフランス軍向けの火器や構成品、弾薬などの開発も行われていた
。
日本軍に導入されたM1916 37mm歩兵砲は、日本では生産工廠の名をとって"ピュトー砲"あるいは"プトー砲"と呼ばれていた事がある。また、この砲をピュトー工廠で車載式（戦車砲）に改良したピュトーSA18は第一次世界大戦から第二次世界大戦開戦時頃のフランス軍軽戦車の多くに搭載されていた。
1930年代には戦車用の回転砲塔として、APX砲塔と呼ばれる小型砲塔を開発した。APX砲塔はモデルによって異なる主砲を搭載し、第二次世界大戦開戦時頃のフランス軍戦車や一部の装輪装甲車にも搭載され、広く使用された。
戦後、DEFAに統合された後もピュトー工廠は操業していたが、1960年代にリュエイユ＝マルメゾンに工場機能が移転され、約20年後の1983年になってピュトー工廠の旧工場施設が取り壊された。

## 主な開発製品
- 1888年：ベルティエ小銃（英語版）の試作品。
- 1905年：ピュトー APX M1905機関銃（英語版）。欠陥があり少数の生産となった[3]。サン＝テティエンヌ造兵廠 (MAS)によって問題が改善され、サン＝テティエンヌ Mle1907重機関銃として量産された。
- 1915年：FM mle1915軽機関銃 (ショーシャ機関銃) の試作品。
- 1916年：M1916 37mm歩兵砲。日本に輸入され「プトー砲」、「ピュトー砲」と呼ばれた。
- 1918年：ピュトーSA18 37mm戦車砲。ルノー FT-17 軽戦車などに搭載。
- 1934年：戦車用のAPX砲塔シリーズ。1934年から1938年にかけて複数のモデルが開発された[4]。
- 1935年：APX 35（オランダ語版）歩兵戦車。ルノー R35やオチキス H35が採用されたため計画段階で中止された。
- 1935年：APX M1937 25mm対戦車砲（英語版）。オチキス 25mm対戦車砲の軽量バージョン。
- 1937年：APX M1937 47mm対戦車砲（英語版）。M1897 75mm野砲の後継として開発された対戦車砲。
- 1938年：ARL V 39に搭載された高初速75mm戦車砲。M1929 75mm砲郭式要塞砲の改良型。
- 1938年：ピュトーSA38（フランス語版） 37mm戦車砲。SA18と同じ口径だが砲身長が長くなっている。
- 1939年：ルノー FT AC。旧式化したFT-17軽戦車の車体にM1937 47mm対戦車砲（英語版）を搭載する戦車駆逐車として計画された。
- 1957年：MAS 49半自動小銃用に開発されたAPX 806L(SOM)光学望遠照準器。
- 1968年：ACRA（フランス語版） (Anti-Char Rapide Autopropulsé, 自走式高速対戦車ミサイル)[1]。AMX-30 ACRAと呼ばれる試作車両が製造された。

## 画像

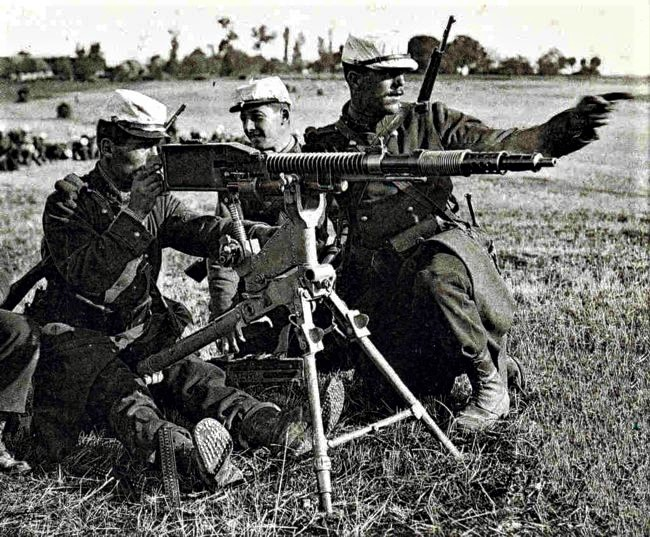
ピュトー APX M1905機関銃（英語版）
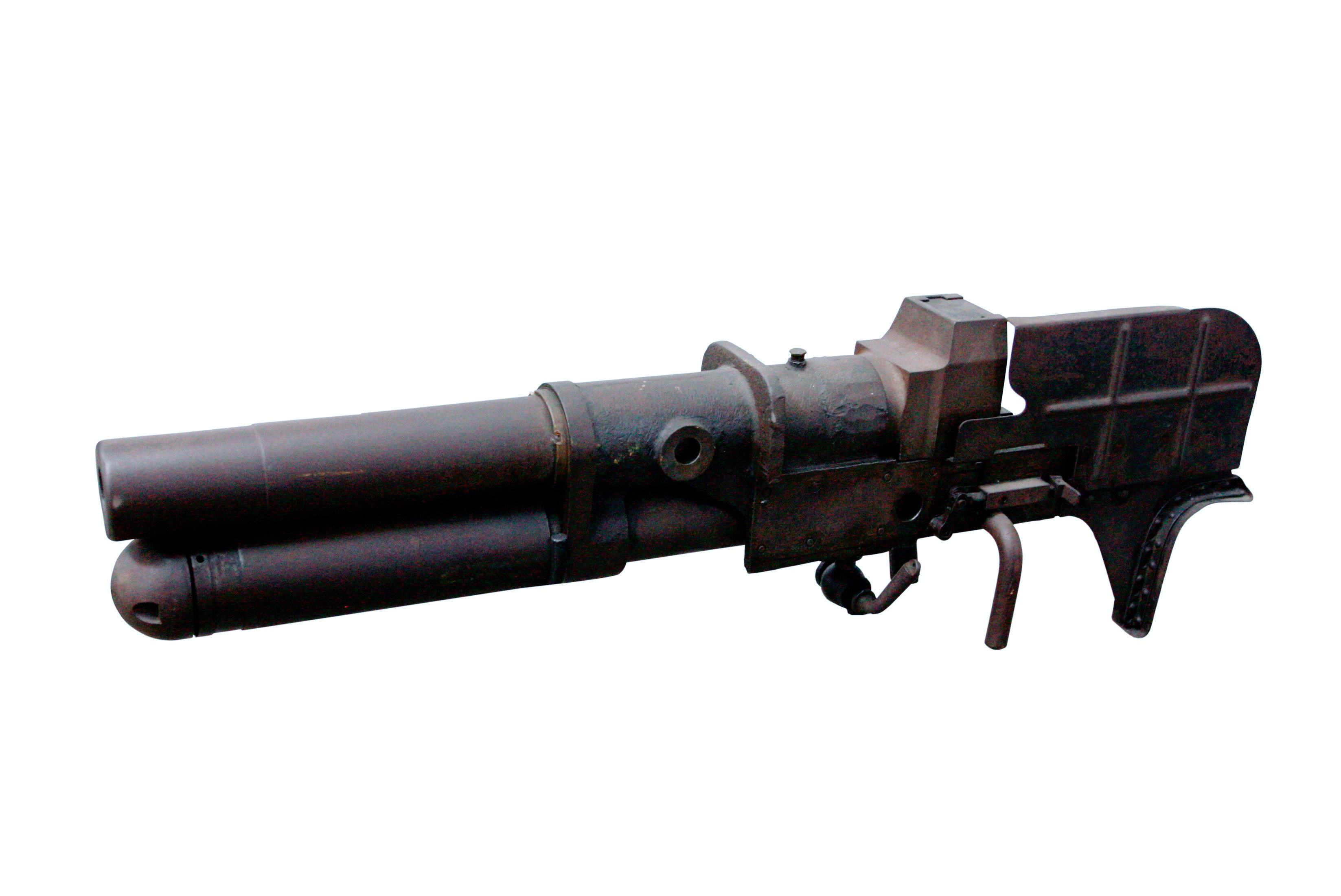
ピュトーSA18 37mm戦車砲
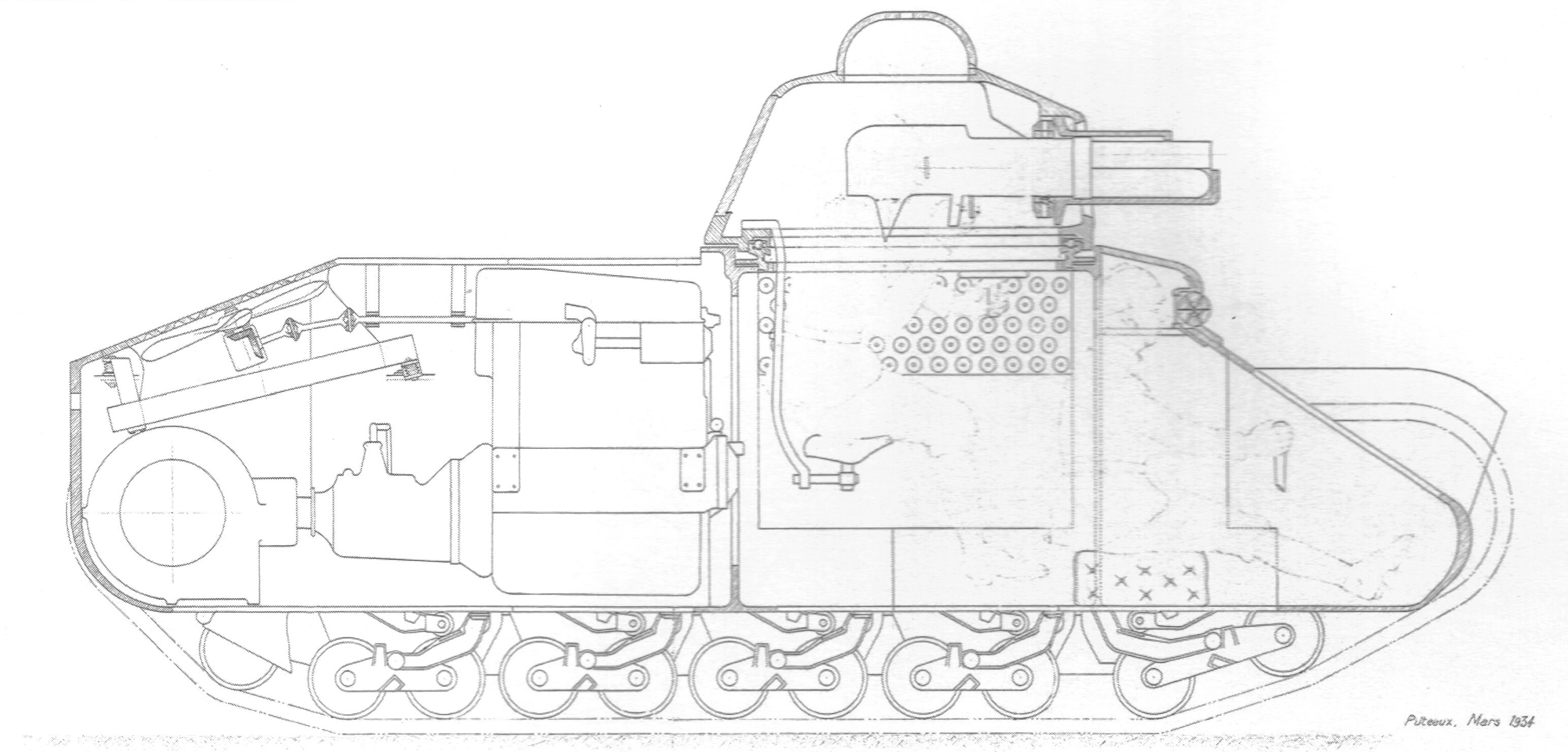
APX 35（オランダ語版）の側面図
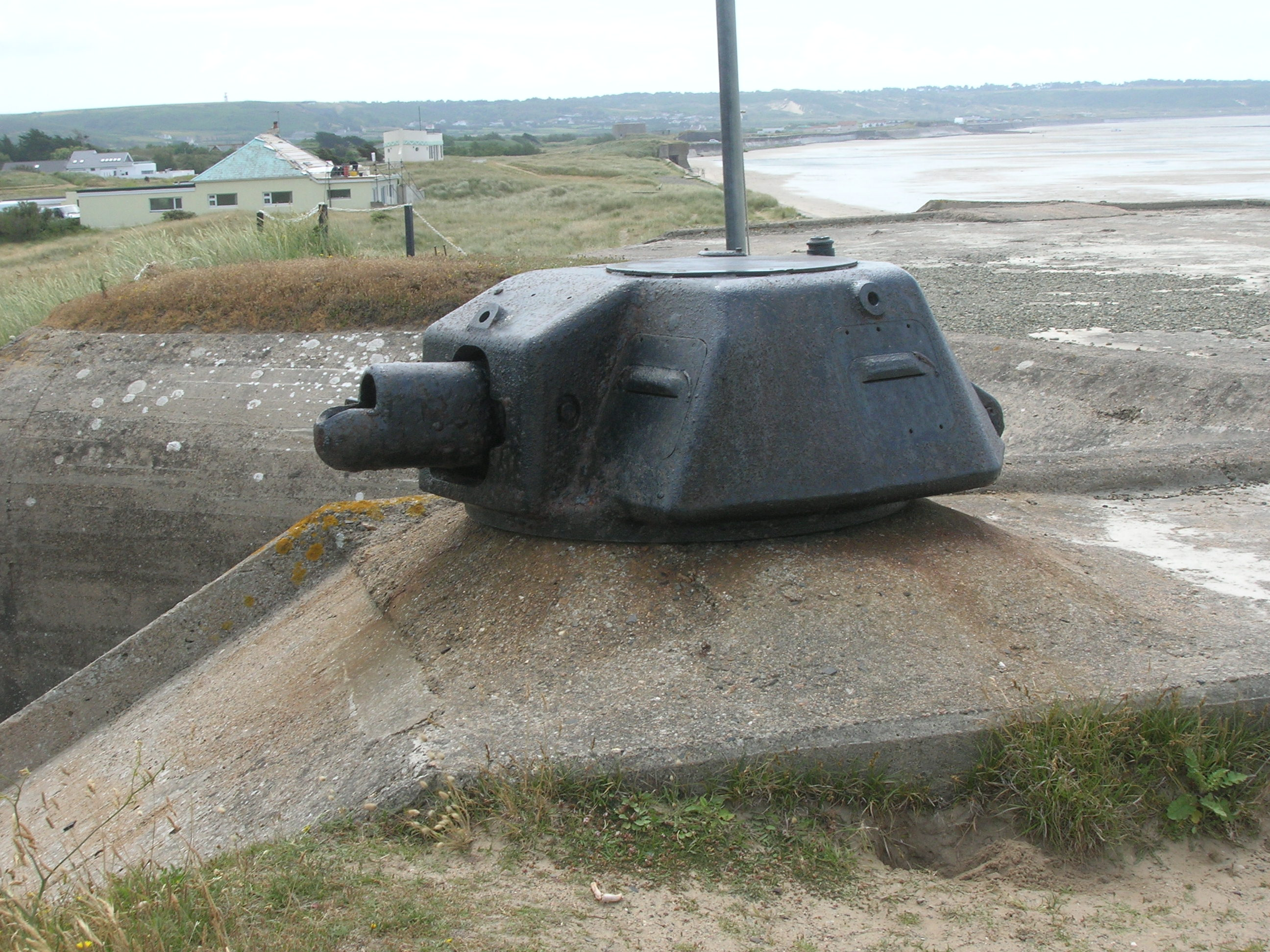
APX砲塔
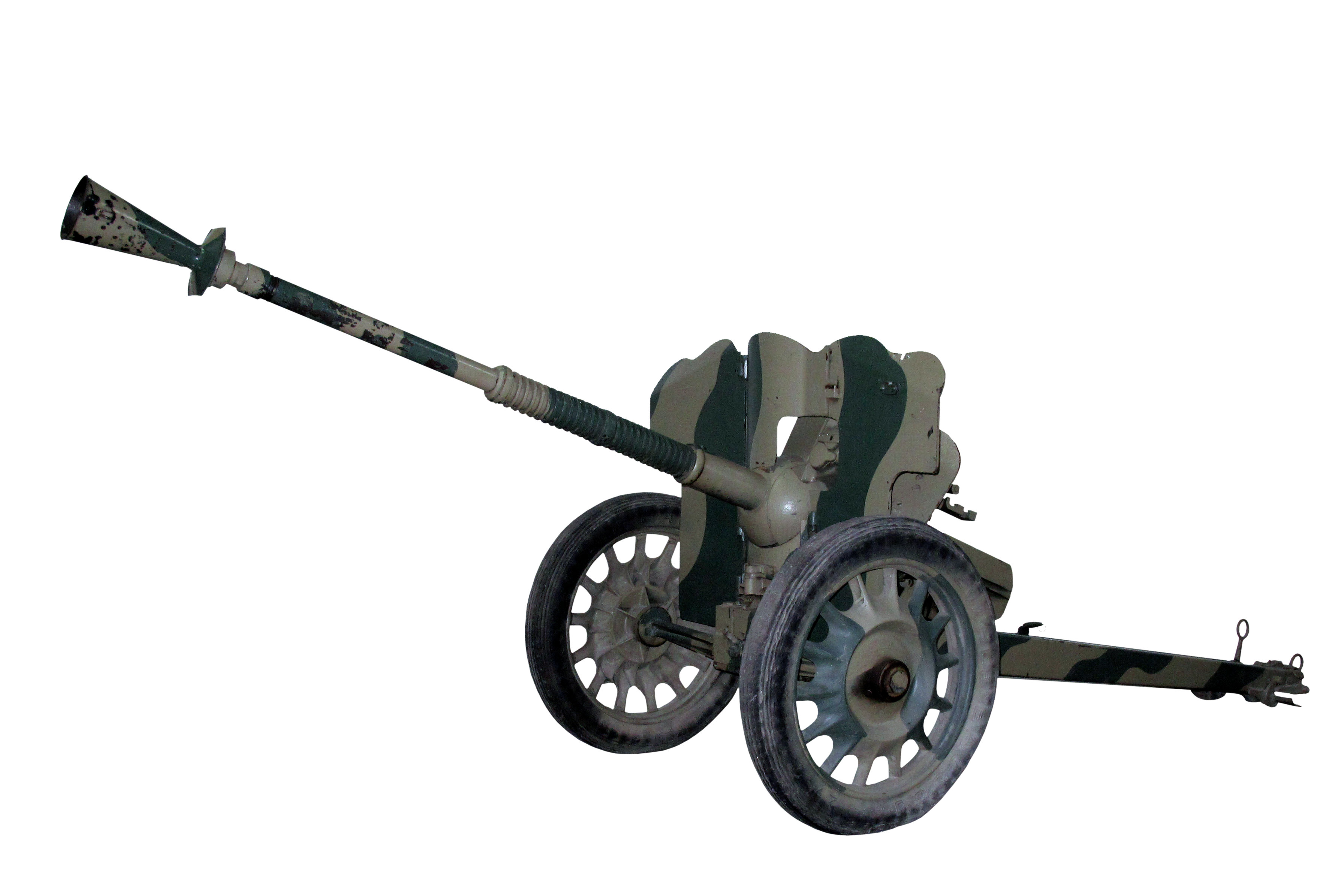
APX M1937 25mm対戦車砲（英語版）